# Roubada da bandeira
A roubada da bandeira é uma festividade tradicional que se insere no contexto das Festa junina no Brasil, realizada anualmente durante a segunda quinzena do mês de junho na cidade de Ecoporanga, localizado no Noroeste do Estado do Espírito Santo, a 327 quilômetros da capital Vitória. Anualmente, a festa atrai milhares de visitantes para o distrito de Prata dos Baianos, a tal ponto que a sua celebração, que ocorria originalmente apenas no dia 24 de junho, estendeu-se por um período de mais de duas semanas, desde o dia 12 de junho (véspera de Santo Antônio), até o último dia do mês. Durante este período, as ruas da pequena localidade são decoradas com bandeirolas coloridas, e enchem-se  barracas de comidas e bebidas típicas desta época do ano (como por exemplo o quentão), quadrilhas, queima de fogos, apresentações de danças populares coreografadas (como por exemplo o "calango", o "nove" e o "vilão"), bem como o famoso "levantamento do mastro". A Roubada da Bandeira de Ecoporanga teria inspirado o escritor Adilson Vilaça na redação do seu romance Cotaxé. 

## História
O início dos festejos de Ecoporanga está intrinsecamente relacionado ao seu anfitrião, o Sr. João Miguel, fundador do primeiro grupo folclórico de Prata dos Baianos. Embora as suas origens mais longínquas remontem a raízes históricas que nos remetem a Portugal, nota-se na festividade também uma significativa influência de tradições culturais trazidas pelos negros africanos.

## Origem do nome
O nome curioso da festa advém de uma tradição popular bastante apreciada pelos locais: na noite de 24 de junho, é hasteada uma bandeira colorida, ilustrada pela imagem de um dos santos populares celebrados no mês de junho (Santo Antônio, São Pedro ou São João), bandeira esta que fica à espera de ser "roubada" na calada da noite por alguém que se atreva a subir ao mastro. De acordo com a crença popular, aquele que rouba a bandeira, e esconde-a consigo até o ano seguinte, fica protegido de todos os males.